# Stipa hirtifolia
Stipa hirtifolia är en gräsart som beskrevs av Albert Spear Hitchcock. Stipa hirtifolia ingår i släktet fjädergrässläktet, och familjen gräs. Inga underarter finns listade i Catalogue of Life.